# Anders Huldén
Anders Jacob Huldén, född 16 juli 1924 i Jakobstad, död 11 december 1997 i Helsingfors, var en finländsk diplomat, journalist och författare. Han var son till Johan Jakob Huldén.
Huldén var reporter och redaktionssekreterare vid Åbo Underrättelser 1948–52 och blev politices magister sistnämnda år. Han var 1955–62 chefredaktör för Jakobstads Tidning. Han var därefter verksam vid utrikesministeriet, först som press- och kulturattaché i Stockholm och senare i samma befattning i Wien och Bern (1968–73) och Bonn (1973–74). Han var chef för utrikesministeriets avdelning för pressärenden och kulturfrågor 1974–79, blev 1979 generalkonsul i Hamburg och var ambassadör på Island 1985–89.